# Sofya Yanovskaya
Sofya Aleksandrovna Yanovskaya (também Janovskaja; em russo:  Софи́я Алекса́ндровна Яно́вская; Pruzhany, 31 de janeiro de 1896 – 24 de outubro de 1966) foi uma matemática e historiadora russa, especialista em história da matemática, lógica matemática e filosofia da matemática. É mais conhecida por seus esforços em restaurar as pesquisas sobre lógica matemática na União Soviética e por publicar e editar trabalhos matemáticos de Karl Marx.

## Formação e carreira
Yanovskaya nasceu em Pruzhany, cidade próxima a Brest, Bielorrússia, em uma família judaica,filha do contador Alexander Neimark. De 1915 a 1918 frequentou um colégio feminino em Odessa, quando tornou-se comunista. Trabalhou como oficial do partido até 1924, quando começou a lecionar no Instituto de Professorado Vermelho. Com exceção dos anos de guerra (1941–1943), trabalhou na Universidade Estatal de Moscou até aposentar-se.
Friedrich Engels anotou em seus escritos que Karl Marx havia escrito alguma matemática. Yanonskaya encontrou os "Manuscritos Matemáticos" de Marx e providenciou sua primeira publicação em 1933 em russo. Ela obteve um doutorado em 1935. Seu trabalho sobre os manuscritos matemáticos de Karl Marx começou na década de 1930 e pode ter tido alguma influência sobre o estudo da análise não padronizada na China. Na academia ela é mais lembrada atualmente por seus trabalhos sobre história e filosofia da matemática, bem como por sua influência na geração jovem de pesquisadores. Ela persuadiu Ludwig Wittgenstein quando ele estava visitando a União Soviética em 1935 para desistir de sua ideia de se mudar para a União Soviética. Em 1968 Yanovskaya organizou uma publicação melhorada da obra de Marx.
Por seu trabalho, Yanovskaya recebeu a Ordem de Lenin e outras medalhas. Morreu de diabetes em Moscou.

## References
- I.H. Anellis, The heritage of S.A. Janovskaja. History and Philosophy of Logic 8 (1987), 45-56.
- B.A. Kushner, Sof'ja Aleksandrovna Janovskaja: a few reminiscences, Modern Logic, vol.6 (1996), 67-72.
- V.A. Bazhanov. Essays on the Social History of Logic in Russia. Simbirsk-Ulyanovsk, 2002. Chapter 5 (bibliography of S.A. Yanovskaya's works is presented here). (em russo).
- B.V. Biryukov and L.G. Biryukova, Ludwig Wittgenstein and Sof'ya Aleksandrovna Yanovskaya. The "Cambridge Genius" becomes acquainted with Soviet mathematicians in the 1930s (em russo). Logical investigations. No. 11 (russo), 46-94, "Nauka", Moscou, 2004.